# Rugger I. (Bilstein)
Rugger I. (* um 980; † nach 1025), auch Ruogger oder Rucker, war Sohn von Wigger II. und Graf in der Germarmark. Ruggers Sohn Wigger III. († nach 1044) begründete das Haus von Bilstein und war Graf im Engersgau, der im Jahr 773 erstmals erwähnt wurde.

## Leben
Rugger war Sohn von Wigger II. († um 1009) und Enkel des Markgrafen Wigger I. von Zeitz. Rugger erbte vermutlich alle Besitzungen seines Vaters, darunter die Grafschaft im Westergau und Watergau. Er war der Gründer des Klosters Gerode und schenkte dem Kloster Fulda im Jahr 1025 Güter zu Sonneborn und Rodebach. Rugger I. besaß auch rheinische Güter um Braubach und Altenwied, die später in die Hände von Wigger III. und letztendlich Kunigunde von Bilstein gelangten. Wie die rheinischen Besitzungen an Rugger oder Wigger III. kamen ist nicht festzustellen. Auffällig ist, dass im Einrichgau zwischen 857 und 880 ein Graf Ruodger (Rugger) herrschte, der in Gemmerich bei Braubach und im Engersgau begütert war. Diesem Ruodger folgte 880 ein Ruodker († um 926), der ebenfalls Graf im Einrich- und Engersgau war. Der Geschichtsforscher Hellmuth Gensicke vermutet, dass die Bilsteiner eine zweite Burg namens Bilstein in der thüringischen Grundherrschaft Winden (damals im Engersgau) bauten.
Wigger III. erbte nach Ruggers Tod im Jahr 1025 alle thüringischen und rheinischen Herrschaften und wurde im Jahr 1034 nach einem Ello Gaugraf im Engersgau.